# Фальшивая порнография

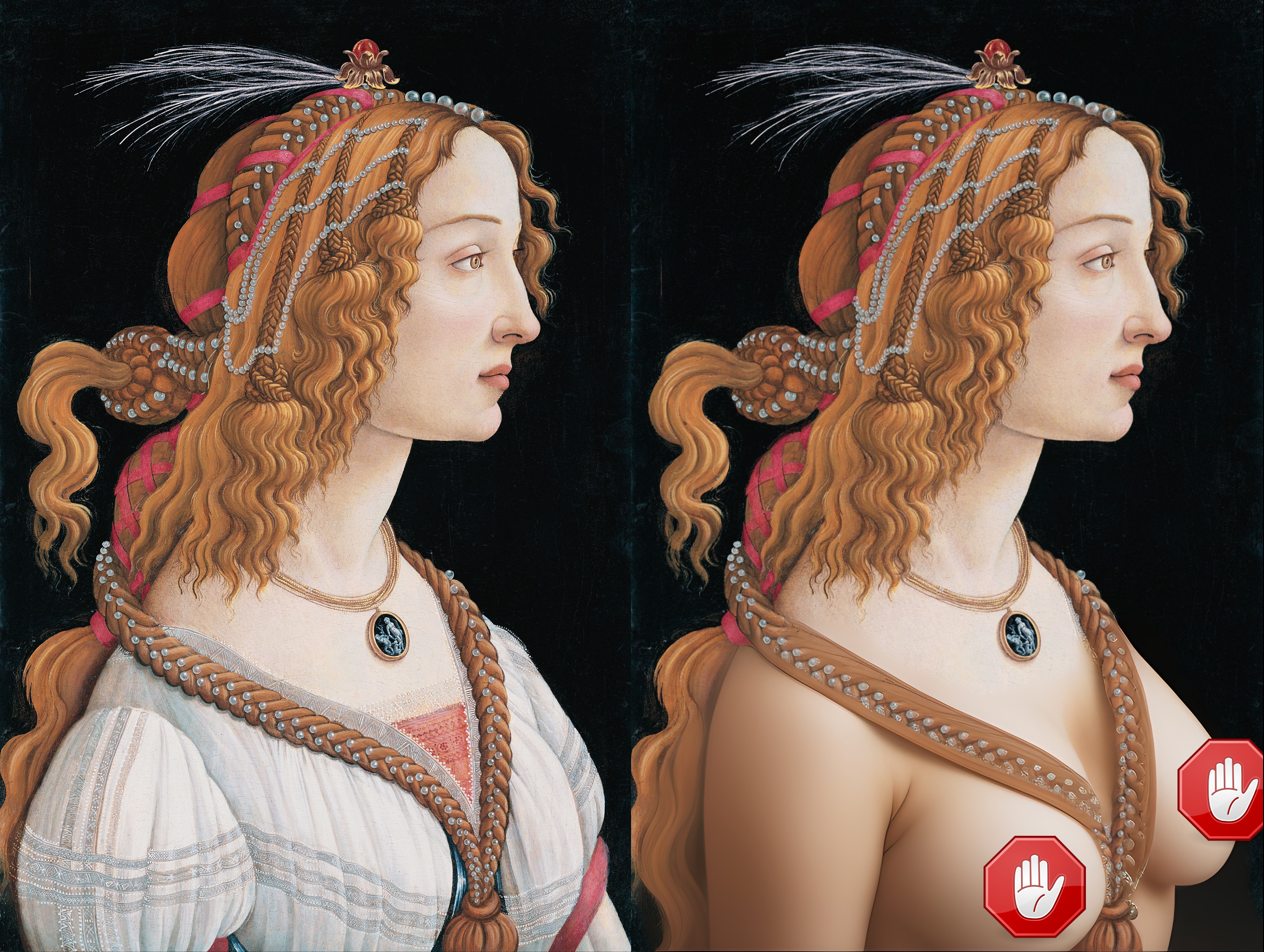
изображение с помощью технологии дипфейк

Дипфейковая порнография, или просто поддельная порнография, представляет собой разновидность синтетического порно, которое создается с помощью изменения уже существующих порнографических материалов путём применения технологии deepfake к лицу актрисы или актёра. Дипфейковое порно вызывает множество нареканий, поскольку обычно лица знаменитостей женского пола помещаются на тела порноактрис, причем без согласия тех и других.

## История
В 2017 году порнография с дипфейками наводнила Интернет, особенно платформу Reddit. Первым роликом, привлёкшим ширококое внимание, стал дипфейк с Дейзи Ридли, о котором вышли несколько публикаций. Другие известные порнографические дипфейки были сделаны с другими знаменитостями. Согласно отчету, опубликованному в октябре 2019 года голландским стартапом Deeptrace, занимающимся кибербезопасностью, 96 % всех дипфейков в Интернете были порнографическими.
В декабре 2017 года Саманта Коул опубликовала статью о дипфейках в Vice. Статья вызвала широкий резонанс. Шесть недель спустя Коул написала в последующей статье о значительном росте поддельной порнографии с помощью искусственного интеллекта. С тех пор Саманта Коул из Vice опубликовала серию статей, посвящённых новостям, связанным с дипфейковой порнографией.
Несколько социальных сетей запретили или предприняли усилия по ограничению дипфейковой порнографии. В частности, сабреддит r/deepfakes на Reddit был запрещен 7 февраля 2018 года из-за нарушения политики «недобровольной порнографии». В том же месяце представители Twitter заявили, что приостановят действие учетных записей, подозреваемых в публикации дипфейкового контента без согласия исполнителей и владельцев образов.
Скарлетт Йоханссон, частый объект дипфейкового порно, публично рассказала об этом в The Washington Post в декабре 2018 года. Она заявила, что, несмотря на опасения, она не будет пытаться удалить какие-либо из своих дипфейков, поскольку считает, что они не влияют на её общественный имидж и что различные законы в разных странах и характер интернет-культуры делают любые попытки удалить дипфейки «безнадёжным делом». В то время как такие знаменитости, как она, защищены своей славой, она считает, что дипфейки представляют серьезную угрозу для менее известных женщин, репутация которых может быть подорвана несогласованным изображением в дипфейковой порнографии или порномести.

### DeepNude
В июне 2019 года было выпущено загружаемое приложение для Windows и Linux под названием DeepNude, в котором использовались нейронные сети, в частности генеративно-состязательные сети, для удаления одежды с изображений женщин. У приложения была как платная, так и бесплатная версия, первая стоила 50 долларов. 27 июня создатели удалили приложение и вернули деньги потребителям, хотя различные копии приложения, как бесплатные, так и платные, продолжают хождение. На GitHub версия этой программы с открытым исходным кодом под названием «open-deepnude» была удалена. Версия с открытым исходным кодом имела то преимущество, что позволяла обучаться на большем наборе данных изображений обнаженной натуры, чтобы повысить уровень точности получаемого изображения обнаженной натуры.

### Дипфейк CSAM
Технология Deepfake сделала создание материалов о сексуальном насилии над детьми (CSAM), также часто называемых детской порнографией, быстрее, безопаснее и проще, чем когда-либо. Дипфейки можно использовать для создания новых CSAM из уже существующих материалов или создания CSAM с изображением детей, которые не подвергались реальному сексуальному насилию. Однако Deepfake CSAM может иметь реальные и прямые последствия для детей, включая клевету, домогательства, вымогательства и издевательства. Кроме того, дипфейковая детская порнография создает дополнительные препятствия для полиции, усложняя уголовные расследования и идентификацию жертв.

## Этические дебаты

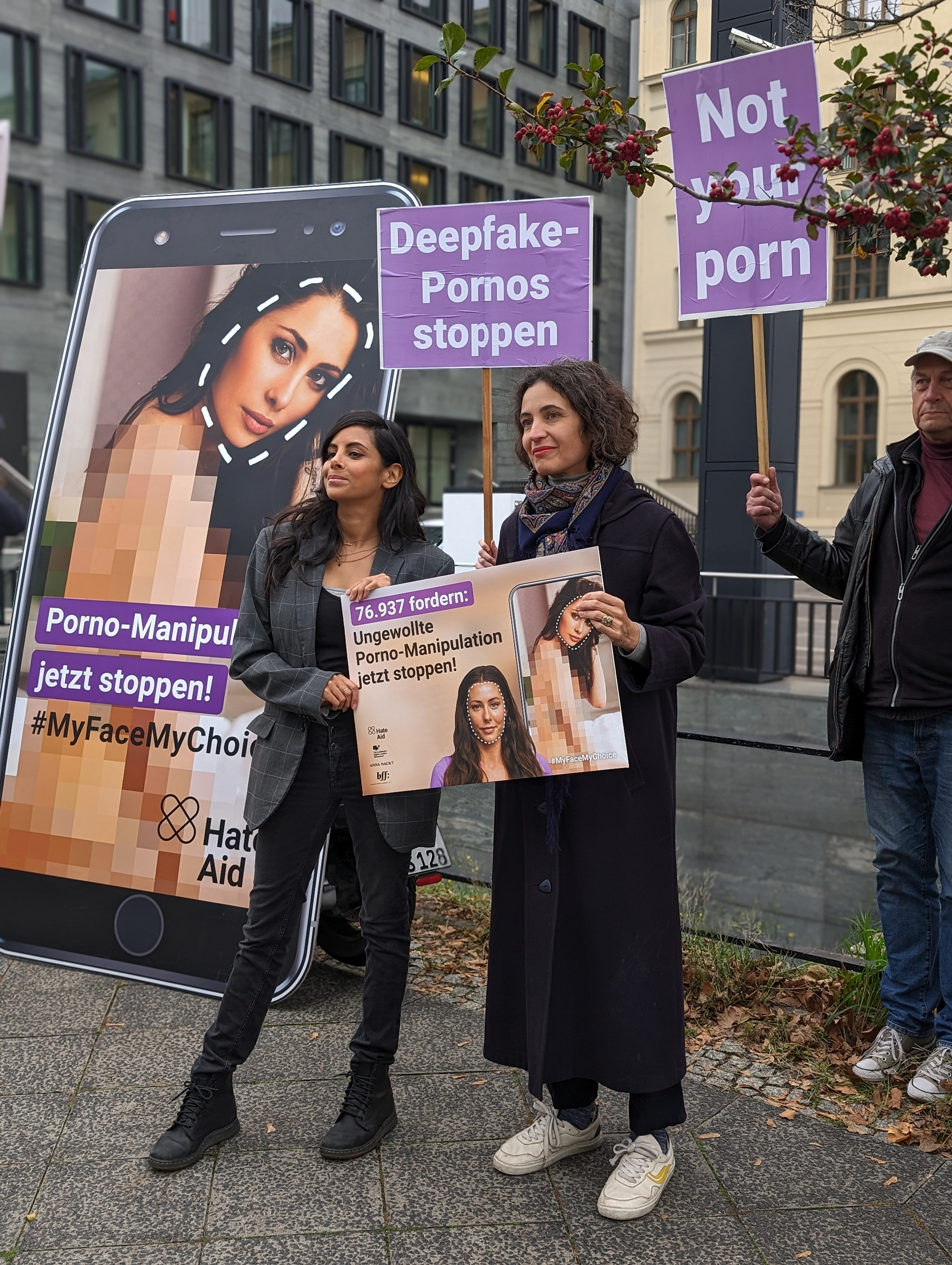
Берлин 2023 протест против дипфейк порнографии

Программное обеспечение для дипфейковой порнографии может быть использовано не по назначению для создания порномести против человека, что может быть расценено как форма домогательства.
В настоящее время кадры, созданные с помощью программного обеспечения, такого как DeepNude, все еще далеки от того, чтобы быть неотличимыми от реальных кадров при судебном анализе.

## Усилия компаний по ограничению видеозаписи дипфейковой порнографии
31 января 2018 года Gfycat начал удалять со своего сайта все дипфейки.
В феврале 2018 года Reddit забанил r/deepfakes за распространение несогласованной порнографии. Другие веб-сайты также запретили использование дипфейков для принудительной порнографии, в том числе платформа социальных сетей Twitter и порносайт Pornhub. Тем не менее, некоторые веб-сайты, в том числе 4chan и 8chan, не запретили дипфейк-контент.
Также в феврале 2018 года Pornhub заявил, что запретит дипфейковые видео на своем веб-сайте, поскольку они считаются «контентом без согласия», что нарушает их условия обслуживания. Ранее они также заявляли Mashable, что удалят контент, помеченный как дипфейки. В статье 2018 года авторы из Motherboard сообщили, что поиск «дипфейков» на Pornhub по-прежнему выдаёт несколько недавних видео с дипфейками.
Чат-сайт Discord в прошлом принимал меры против дипфейков и занимал общую позицию в отношении дипфейков. В сентябре 2018 года Google добавил «несогласованные синтетические порнографические изображения» в свой список запретов, что позволило любому запрашивать блок результатов, изображающих их поддельные обнаженные тела.